# Bulukerto (Bulukerto)
Bulukerto is een bestuurslaag in het regentschap Wonogiri van de provincie Midden-Java, Indonesië. Bulukerto telt 3702 inwoners (volkstelling 2010).